# Nederlandse kampioenschappen schaatsen afstanden 2016 - Massastart mannen
De Nederlandse kampioenschappen schaatsen massastart mannen 2016 werden op 29 december 2015 gehouden in Thialf te Heerenveen. Het was de vierde officiële jaargang en de eerste editie die werd gehouden als onderdeel van de NK afstanden.
Arjan Stroetinga was de titelhouder, maar Willem Hoolwerf won.
Na het seizoen werd zilverenmedaillewinnaar Thom van Beek positief getest op epo, hij lijkt niet uit de uitslag te zijn geschrapt.

## Mannen
| Pos. | Sprint 1 (na 4 ronden)       | Sprint 1 (na 4 ronden) | Sprint 2 (na 8 ronden) | Sprint 2 (na 8 ronden) | Sprint 3 (na 12 ronden) | Sprint 3 (na 12 ronden) | Eindsprint (na 16 ronden) | Eindsprint (na 16 ronden) |
| Pos. | Naam                         | Punten                 | Naam                   | Punten                 | Naam                    | Punten                  | Naam                      | Punten                    |
| ---- | ---------------------------- | ---------------------- | ---------------------- | ---------------------- | ----------------------- | ----------------------- | ------------------------- | ------------------------- |
| 1    | Douwe de Vries               | 5                      | Thomas Geerdinck       | 5                      | Willem Hoolwerf         | 5                       | Willem Hoolwerf           | 60                        |
| 2    | Willem Hoolwerf              | 3                      | Mart Bruggink          | 3                      | Mart Bruggink           | 3                       | Thom van Beek             | 40                        |
| 3    | Mart Bruggink Marcel van Ham | 1                      | Douwe de Vries         | 1                      | Thomas Geerdinck        | 1                       | Douwe de Vries            | 20                        |

| Pos.   | Schaatser        | Ronden | Punten |
| ------ | ---------------- | ------ | ------ |
| Goud   | Willem Hoolwerf  | 16     | 68     |
| Zilver | Thom van Beek    | 16     | 40     |
| Brons  | Douwe de Vries   | 16     | 26     |
| 4      | Mart Bruggink    | 16     | 7      |
| 5      | Thomas Geerdinck | 16     | 6      |
| 6      | Marcel van Ham   | 16     | 1      |
| 7      | Evert Hoolwerf   | 16     | 0      |
| 8      | Gary Hekman      | 16     | 0      |
| 9      | Arjan Stroetinga | 16     | 0      |
| 10     | Simon Schouten   | 16     | 0      |